# Amitié de cow-boy
Amitié de cow-boy est un western camarguais français réalisé par Jean Durand et sorti en 1910.

## Fiche technique
- Réalisation et scénario : Jean Durand
- Société de production et production : Lux Compagnie Cinématographique de France
- Pays : France
- Format : Muet - Noir et blanc - 1,33:1 - 35 mm
- Genre : Western
- Durée : inconnue
- Date de sortie : 
  -  France - 1910

## Distribution
- Joë Hamman
- Gaston Modot